# Agathis fabiae
Agathis fabiae är en stekelart som först beskrevs av Nixon 1941.  Agathis fabiae ingår i släktet Agathis och familjen bracksteklar. Inga underarter finns listade i Catalogue of Life.